# Robert Stadler
Robert Stadler (Vienna, 1966) è un designer austriaco.

## Biografia
Robert Stadler studia disegno industriale presso lo IED a Milano e l'ENSCI a Parigi, dove nel 1992 è cofondatore del gruppo Radi Designers. Il collettivo rimane attivo fino al 2008. Robert Stadler vive e lavora indipendentemente a Parigi dal 2000.

## Opere

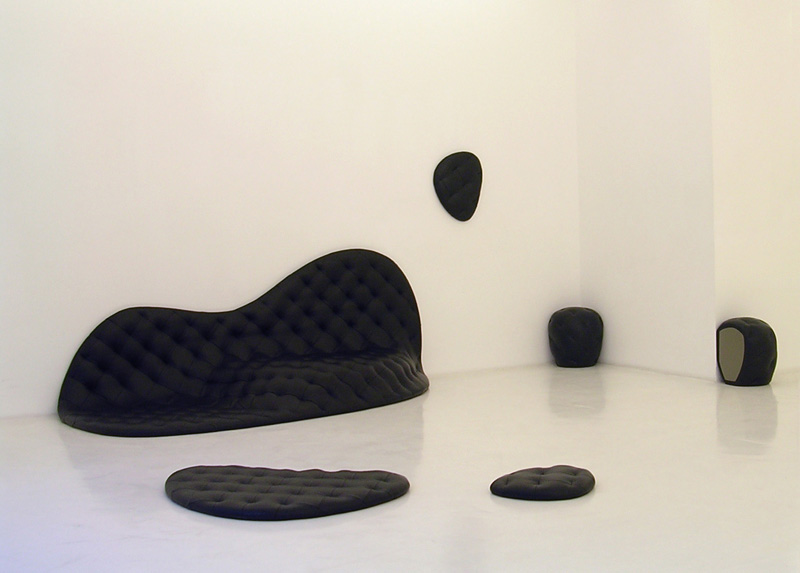
Pools & Pouf!

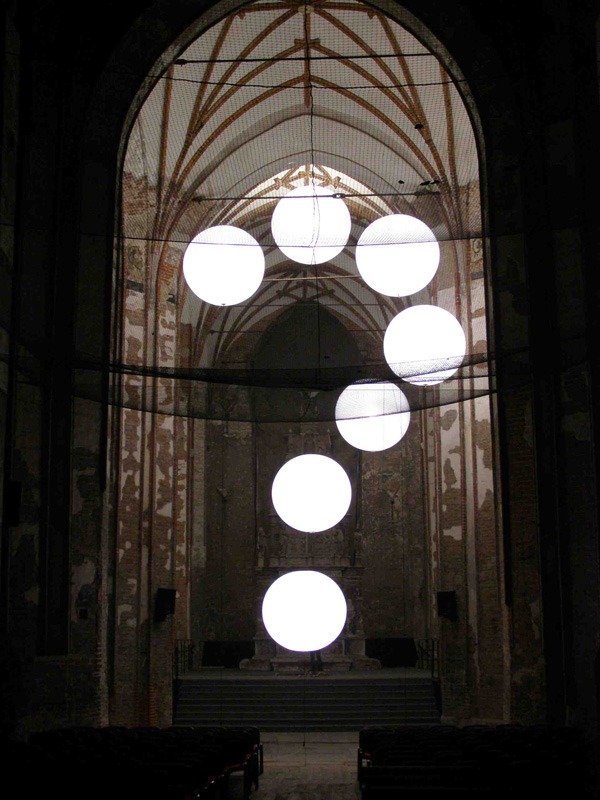
Installazione nella chiesa St. John a Gdansk, Polonia, marzo 2009

Rober Stadler interviene in settori molto diversi, superando le gerarchie fra progetti indipendenti e commissioni industriali e pubbliche.
Esplora lo spazio espositivo per annullare la distanza fra arte e design. Interroga lo status dell'oggetto come opera d'arte o prodotto, così come la frontiera tra prezioso e umile, elegante e volgare, serio e assurdo. La messa in discussione dell'identità dell'oggetto arriva fino a provocarne la dissoluzione, ed è uno dei principali campi d'interesse dei suoi progetti.
Le sue opere sono presenti in numerose collezioni private e pubbliche, come la Fondation Cartier, FNAC (Fonds National d'Art Contemporain), FRAC (Fonds Régional d'Art Contemporain) Nord-Pas de Calais. È rappresentato da Carpenters Workshop Gallery e da Galérie Triple V. Lavora per clienti come l'Académie des César, Beaumarly, Dior, Hermès, Nissan, Orange, Ricard e Thonet.
Nel 2012 Robert Stadler riceve il Prix Liliane Bettencourt pour l'Intelligence de la Main insieme agli artigiani della società Siegeair. Nel 2014 la monografia Robert Stadler Invasive Shifting Absurd Exercise è pubblicata per i tipi di Editions de la Martinière.

## Opere principali[1]
- QUIZ 2 - Da un'idea di Robert Stadler, MUDAM, Lussemburgo, 2016.
- L'Usage des formes, scenografia dell'esposizione, Palais de Tokyo, Parigi, 2015.
- QUIZ - Da un'idea di Robert Stadler, Galerie Poirel, Nancy, 2014.
- Hermès - Le temps à l'oeuvre, scenografia dell'esposizione itinerante, 2013-2014.
- Tephra formations, performance in collaborazione con Philippe Katerine, Centre Georges Pompidou, Parigi, 2013.
- Traits d'union, commissione pubblica per l'Ensemble Poirel, Nancy, 2013.
- Corso, design e direzione artistica di sei ristoranti a Parigi, dal 2007.[2]
- 107, sedia da bistrot, realizzata da Thonet, 2011.
- Prix Daniel Toscan du Plantier, trofeo per il miglior produttore dell'anno, conferito da l'Académie des César, 2008.
- ?, installazione nella chiesa di Saint-Paul Saint-Louis, Notte Bianca Parigi 2007.
- Linea Plein Air Ricard, brocca e vaschetta per ghiaccio, 2007.

## Principali esposizioni personali[3]
- Cut_paste, Carpenters Workshop Gallery, Londra, 2016.
- Airspace, Carpenters Workshop Gallery, Parigi, 2015.
- Back in 5 min, MAK Design Salon #3, MAK Branch Geymüllerschlössel, Vienna, 2014.
- 1000 jours, Carpenters Workshop Gallery, Parigi, 2011.
- Wild at home, Galerie Triple V, Parigi, 2011.
- Dissipations, Galerie Emmanuel Perrotin, Parigi, 2008.
- Roomers, Galerie Traversée, Monaco, 2006.
- Vacancy, Project Room - Galerie Yvon Lambert, Parigi, 2005.
- Lost and found, Galerie Dominique Fiat, Parigi, 2004.
- Frontalunterricht, con Stefan Nikolaev, Espace Paul Ricard, Parigi, 2003.

## Principali esposizioni collettive
- QUIZ 2 - Da un'idea di Robert Stadler, MUDAM, Lussemburgo, 2016.
- Triple V - New Location Opening Exhibition, Galerie Triple V, Parigi, 2016.
- PAVILLON DE L'ESPRIT NOUVEAU: a 21st Century Show Home, Swiss Institute, New York, 2015.[4]
- Oracles du design, La Gaîté Lyrique, Parigi, 2015.[5]
- L'Usage des formes, Palais de Tokyo, Parigi, 2015.[6]
- QUIZ - Da un'idea di Robert Stadler, Galerie Poirel, Nancy, 2014.[7]
- Isnit it romantic?, MAKK, Colonia, 2013.
- The Magic of Diversity, MAK, Vienna, 2012.[8]
- Bright Future: New Design in Glass, Pratt Manhattan Gallery, New York, 2012.
- Formlose Möbel, Formless Furniture, Museum für Gestaltung, Zurigo, 2009.[9]
- Thing beware the material world, Art Gallery of Western Australia, Perth, 2009.[10]
- The Freak Show, Musée de la Monnaie, Parigi, 2008; MAC - Musée d'Art Contemporain, Lione, 2007.[11]
- Living Box, FRAC Pays de la Loire, Nantes, 2008.[12]
- Design contre design, Grand Palais, Parigi, 2007.
- Open Borders, Tri Postal, Lille, 2004.
- Design en Stock, 2000 objets du FNAC, Palais de la Porte Dorée, Parigi, 2004.[13]